# دینگ شینیی
دینگ شینیی (انگلیسی: Ding Xinyi؛ زادهٔ ۲۷ اوت ۲۰۰۴) ژیمناست ریتمیک اهل چین است.